# (9814) Ivobenko
(9814) Ivobenko (1998 UU18) – planetoida z pasa głównego asteroid okrążająca Słońce w ciągu 3,44 lat w średniej odległości 2,28 j.a. Odkryta 23 października 1998 roku.